# Liste der Kulturdenkmäler in Hamburg-Ottensen (Süd)
Die Liste der Kulturdenkmäler in Hamburg-Ottensen (Süd) enthält die in der Denkmalliste ausgewiesenen Denkmäler im Ortsteil 214 des Stadtteils Ottensen der Freien und Hansestadt Hamburg.
Hinweis: Die Reihenfolge der Denkmäler in dieser Liste orientiert sich an den Straßennamen und ist alternativ nach Denkmallistennummer, Art (Objekt oder Ensemble), Typ, Datierung, Entwurf oder Beschreibung sortierbar.
Basis ist der Datensatz Denkmalliste Hamburg auf dem Open Data Portal Hamburg. Dieser enthält alle Objekte, die rechtskräftig nach dem Hamburger Denkmalschutzgesetz unter Denkmalschutz stehen (§ 6 Abs. 1 DSchG HA) oder zumindest zeitweise standen. Die Denkmalliste steht auch als PDF-Dokument zur Verfügung.
Alle Denkmäler im Ortsteil 214, die schon vor der Novelle des Denkmalschutzgesetzes unter Denkmalschutz standen, sind auch auf der Liste der Kulturdenkmäler im Hamburger Bezirk Altona zu finden.
In der Spalte Lfd. Nr. ist die eindeutige Identifikationsnummer des Denkmals zu finden (in Klammern ggf. die Denkmalnummer nach altem Denkmalschutzgesetz). In der Spalte Art ist angegeben, ob es sich um ein Objekt („O“) oder ein Ensemble („E“) handelt. In der Spalte Ensemble ist ggf. die Nummer der Ensembles angegeben, zu der das Objekt gehört, bzw. bei Ensembles die Nummer des Ensembles selbst.
Die in den Ortsteilen 211–213 von Ottensen gelegenen Kulturdenkmäler sind auf der Liste der Kulturdenkmäler in Hamburg-Ottensen (Nord) zu finden. Diese Liste musste wegen ihrer Größe aufgespalten werden.
| ID               | Adresse | Art | Typ                                                                        | Kurzbeschreibung | Datierung                                                 | Entwurf | Ensemble | Bild |
| ---------------- | --- | --- | -------------------------------------------------------------------------- | --- | --------------------------------------------------------- | --- | -------- | --- |
| 30347            | Am Felde 1, 3, Bahrenfelder Straße 1, 2, 3, 5, 7, 9, 11, 13 (Lage) | E   |                                                                            | Am Felde / Bahrenfelder Straße                                                                                         |                                                           | | 30347    | BW |
| 15925            | Am Felde 1, 3 (Lage) | O   | Etagenhaus                                                                 | | 1890–1891                                                 | Schuster, Ad. A.; Kutzschbach, R. | 30347    | |
| 30354            | Am Felde 2, Ottenser Marktplatz 9, 11, 13, 15 (Lage) | E   |                                                                            | Am Felde / Ottenser Marktplatz                                                                                         |                                                           | | 30354    | BW |
| 15918            | Am Felde 2 (Lage) | O   | Etagenhaus                                                                 | | 1906 (Vorderhaus)                                         | Steinbach/Lüders | 30354    | |
| 30279            | Am Felde 35, 37, 54, Klausstraße 44, Lobuschstraße 18, 20, 22, 24, 39 (Lage) | E   |                                                                            | Am Felde / Klausstraße / Lobuschstraße                                                                                 |                                                           | | 30279    | |
| 15924 (1397)     | Am Felde 35 (Lage) | O   | Wohnhaus                                                                   | | 1905, vor                                                 | | 30279    | |
| 15377 (1397)     | Am Felde 37 (Lage) | O   | Wohnhaus                                                                   | | 19. Jh., Ende                                             | | 30279    | |
| 15817 (1397)     | Am Felde 54 (Lage) | O   | Wohnhaus                                                                   | | 1887                                                      | | 30279    | |
| 30328            | Arnemannstraße 1, 3, 5, Holländische Reihe 2, 4, 6, 8, 10, Karl-Theodor-Straße 5 (Lage) | E   |                                                                            | Arnemannstraße 1 / Holländische Reihe 2/4, Arnemannstraße 3, 5, Holländische Reihe 6, 8, 10, Karl-Theodor-Straße 5     |                                                           | | 30328    | BW |
| 15912            | Arnemannstraße 1 (Lage) | O   | Etagenhaus                                                                 | | 1891                                                      | Schlichting, A. T. | 30328    | |
| 15911            | Arnemannstraße 3 (Lage) | O   | Etagenhaus                                                                 | | 1890                                                      | Schlichting, A. T. | 30328    | |
| 15910            | Arnemannstraße 5 (Lage) | O   | Etagenhaus                                                                 | | 1889                                                      | Schlichting, A. T. | 30328    | |
| 30353            | Arnoldstraße 7, 11, 13, 15, 17 (Lage) | E   |                                                                            | Arnoldstraße 7-17 |                                                           | | 30353    | |
| 15909            | Arnoldstraße 7 (Lage) | O   | Etagenhaus                                                                 | | 1902                                                      | Peters, Johann Heinrich | 30353    | |
| 15908            | Arnoldstraße 11 (Lage) | O   | Etagenhaus                                                                 | | 1875–1880, ca.                                            | | 30353    | |
| 15907            | Arnoldstraße 13, 15 (Lage) | O   | Etagenhaus                                                                 | | 1890–1891                                                 | | 30353    | |
| 15940            | Arnoldstraße 16 (Lage) | O   | Fabrikanlage                                                               | Möbelfabrik Neumann | 1907                                                      | Neugebauer, Fritz |          | |
| 15906            | Arnoldstraße 17 (Lage) | O   | Wohngebäude (Vorderhaus)                                                   | | 1893                                                      | Buchwaldt, W. | 30353    | |
| 29235            | Arnoldstraße 22, 24 (Lage) | O   | Etagenhaus                                                                 | | 1906                                                      | Nicht ermittelbar |          | |
| 30290            | Arnoldstraße 34, 36, 38, 40, 42, Keplerstraße 1, 3, 5, 7, 9 (Lage) | E   |                                                                            | Arnoldburg / Arnoldstraße / Keplerstraße                                                                               |                                                           | | 30290    | BW |
| 15927            | Arnoldstraße 34 (Lage) | O   | Etagenhaus                                                                 | Arnoldburg | 1903, um                                                  | | 30290    | |
| 15782            | Arnoldstraße 36 (Lage) | O   | Etagenhaus                                                                 | Arnoldburg | 1903, um                                                  | | 30290    | |
| 15279            | Arnoldstraße 38 (Lage) | O   | Etagenhaus                                                                 | Arnoldburg | 1903, um                                                  | Neugebauer, Fritz (vermutl.) | 30290    | |
| 15938            | Arnoldstraße 40 (Lage) | O   | Etagenhaus                                                                 | | 1903                                                      | Neugebauer, Fritz | 30290    | |
| 15416            | Arnoldstraße 42 (Lage) | O   | Etagenhaus                                                                 | | 1902                                                      | Neugebauer, Fritz | 30290    | |
| 30288            | Arnoldstraße 43, 44, 45, 46, 47, 48, 49, 50, 51, 52, 53, 54, 55, 56, 57, 58, 59, 60, 62, 63, 64, 65, 66, 67, 68, 69, 70, 72, 73, 74, 75, 76, 77, 78, Bernadottestraße 18, 20, Fischers Allee 36, 37, 38, 39, 41, 43, Große Brunnenstraße 21, 23, 27, 29, 32, 34, 36, 38, 40a, 40b, 42, 44, 44a, 46, 46a, 46b, 46c, 46d, 46e (Lage) | E   |                                                                            | Arnoldstraße / Bernadottestraße / Fischers Allee / Große Brunnenstraße                                                 |                                                           | | 30288    | [[Vorlage:Bilderwunsch/code!/C:53.54889,9.92384!/D:Arnoldstraße 43, 44, 45, 46, 47, 48, 49, 50, 51, 52, 53, 54, 55, 56, 57, 58, 59, 60, 62, 63, 64, 65, 66, 67, 68, 69, 70, 72, 73, 74, 75, 76, 77, 78, Bernadottestraße 18, 20, Fischers Allee 36, 37, 38, 39, 41, 43, Große Brunnenstraße 21, 23, 27, 29, 32, 34, 36, 38, 40a, 40b, 42, 44, 44a, 46, 46a, 46b, 46c, 46d, 46e!/\|BW]] |
| 15905            | Arnoldstraße 43 (Lage) | O   | Etagenhaus                                                                 | | 1895                                                      | Folck, Hermann | 30288    | |
| 15936            | Arnoldstraße 44 (Lage) | O   | Etagenhaus                                                                 | | 1890                                                      | Winkler, Albert/Raabe, Ludwig | 30288    | |
| 15937            | Arnoldstraße 45, Große Brunnenstraße 34 (Lage) | O   | Etagenhaus                                                                 | | 1889                                                      | Petersen & Ehrich (Petersen, Albert/Ehrich, Carl) | 30288    | BW |
| 15935            | Arnoldstraße 46, 48, 50 (Lage) | O   | Etagenhaus                                                                 | | 1890                                                      | Winkler, Albert | 30288    | |
| 15939            | Arnoldstraße 47 (Lage) | O   | Etagenhaus                                                                 | | 1891                                                      | Winkler, Albert | 30288    | |
| 15916            | Arnoldstraße 49, 51, 53 (Lage) | O   | Etagenhaus                                                                 | | 1890/91                                                   | Winkler, Albert | 30288    | |
| 15934            | Arnoldstraße 52, 54 (Lage) | O   | Etagenhaus                                                                 | | 1889                                                      | Ehlbeck, Christian D. | 30288    | |
| 15414            | Arnoldstraße 55 (Lage) | O   | Etagenhaus                                                                 | | 1890                                                      | Winkler, Albert | 30288    | |
| 15933            | Arnoldstraße 56 (Lage) | O   | Etagenhaus                                                                 | | 1889                                                      | Ehlbeck, Christian D. | 30288    | |
| 15413            | Arnoldstraße 57, 59 (Lage) | O   | Etagenhaus                                                                 | | 1890                                                      | Winkler, Albert | 30288    | |
| 15932            | Arnoldstraße 58 (Lage) | O   | Etagenhaus                                                                 | | 1890                                                      | Winkler, Albert | 30288    | |
| 15931            | Arnoldstraße 60 (Lage) | O   | Etagenhaus                                                                 | | 1890 (vermutl.)                                           | | 30288    | |
| 15930            | Arnoldstraße 62 (Lage) | O   | Etagenhaus                                                                 | | 1890                                                      | Ehlbeck, Christian D. | 30288    | |
| 15945            | Arnoldstraße 63, 65 (Lage) | O   | Etagenhaus                                                                 | | 1893                                                      | Budde, Carl H./Scharfenberg, J. | 30288    | |
| 15929            | Arnoldstraße 64 (Lage) | O   | Etagenhaus                                                                 | | 1890                                                      | Hintzpeter, Cäsar L. | 30288    | |
| 15928            | Arnoldstraße 66 (Lage) | O   | Etagenhaus                                                                 | | 1890                                                      | Ehlbeck, Christian D. | 30288    | |
| 15944            | Arnoldstraße 67, 69 (Lage) | O   | Etagenhaus                                                                 | | 1893                                                      | Budde, Carl H./Scharfenberg, J. | 30288    | BW |
| 15902            | Arnoldstraße 68 (Lage) | O   | Etagenhaus                                                                 | | 1891                                                      | Ehlbeck, Christian D. | 30288    | |
| 15867            | Arnoldstraße 70 (Lage) | O   | Etagenhaus                                                                 | | 1892                                                      | Winkler, Albert | 30288    | |
| 15914            | Arnoldstraße 72 (Lage) | O   | Etagenhaus                                                                 | | 1892                                                      | Winkler, Albert | 30288    | |
| 15943            | Arnoldstraße 73 (Lage) | O   | Etagenhaus                                                                 | | 1892                                                      | Winkler, Albert | 30288    | |
| 15877            | Arnoldstraße 74 (Lage) | O   | Etagenhaus                                                                 | | 1892                                                      | | 30288    | |
| 15942            | Arnoldstraße 75 (Lage) | O   | Etagenhaus                                                                 | | 1892                                                      | | 30288    | |
| 15876            | Arnoldstraße 76, 78 (Lage) | O   | Etagenhaus                                                                 | | 1892                                                      | | 30288    | |
| 15941            | Arnoldstraße 77 (Lage) | O   | Etagenhaus                                                                 | | 1893                                                      | Winkler, Albert | 30288    | |
| 15875            | Bahrenfelder Straße 1, 3 (Lage) | O   | Etagenhaus                                                                 | | 1896, vor                                                 | | 30347    | |
| 15833            | Bahrenfelder Straße 2 (Lage) | O   | Etagenhaus                                                                 | | 1890–1891                                                 | Schuster, Ad. A./Kutzschbach, R. | 30347    | |
| 15874            | Bahrenfelder Straße 5 (Lage) | O   | Etagenhaus                                                                 | | 1886                                                      | | 30347    | |
| 15873            | Bahrenfelder Straße 7 (Lage) | O   | Etagenhaus                                                                 | | 1890, um                                                  | | 30347    | |
| 15378 (939)      | Bahrenfelder Straße 8 (Lage) | O   | Wohnhaus                                                                   | | 1850, um                                                  | |          | |
| 15872            | Bahrenfelder Straße 9 (Lage) | O   | Etagenhaus                                                                 | | 1887, vor                                                 | Behn, A. | 30347    | BW |
| 15778            | Bahrenfelder Straße 11 (Lage) | O   | Etagenhaus                                                                 | | 1887, vor                                                 | Behn, A. | 30347    | |
| 15777            | Bahrenfelder Straße 13 (Lage) | O   | Etagenhaus                                                                 | | 1887, vor                                                 | Behn, A. | 30347    | BW |
| 30341            | Bahrenfelder Straße 57, 59, 63, 65, 67, 69, 74, 76, 82, 84, 86, 88, 90, Klausstraße 2, Mottenburger Twiete 1, 2 (Lage) | E   |                                                                            | Bahrenfelder Straße / Klausstraße / Mottenburger Twiete                                                                |                                                           | | 30341    | BW |
| 15871            | Bahrenfelder Straße 57, 59 (Lage) | O   | Etagenhaus                                                                 | | 1902                                                      | Liebel & Klaus | 30341    | |
| 15870            | Bahrenfelder Straße 63, 65 (Lage) | O   | Etagenhaus                                                                 | | 1893, vor                                                 | Reimers, Johannes | 30341    | |
| 15857            | Bahrenfelder Straße 67 (Lage) | O   | Wohn- und Geschäftshaus                                                    | Kaufhaus Mottenburg | 1900                                                      | | 30341    | |
| 15865            | Bahrenfelder Straße 74, 76 (Lage) | O   | Fabrikgebäude/Lagerhaus (nach Umnutzung)                                   | Zigarrenfabrik Jaminet & Meyer (ehem.)                                                                                 | 1868                                                      | | 30341    | |
| 16373            | Bahrenfelder Straße 82 (Lage) | O   | Etagenhaus                                                                 | | 1890, vor                                                 | | 30341    | |
| 16372            | Bahrenfelder Straße 84, 86 (Lage) | O   | Etagenhaus                                                                 | | 1886                                                      | | 30341    | |
| 16371            | Bahrenfelder Straße 88, 90 (Lage) | O   | Etagenhaus                                                                 | | 1885, um                                                  | | 30341    | |
| 30307            | Beetsweg 14, 19, 20, 21, Erzbergerstraße 2, 4, 6, 8, 8a, 10, 12, 14, 19 (Lage) | E   |                                                                            | Beetsweg / Erzbergerstraße                                                                                             |                                                           | | 30307    | BW |
| 15473            | Beetsweg 14 (Lage) | O   | Etagenhaus                                                                 | | 1889                                                      | Biesterfeld, H. | 30307    | |
| 15475            | Beetsweg 19 (Lage) | O   | Etagenhaus                                                                 | | 1904                                                      | Budde, C.F. | 30307    | |
| 15472            | Beetsweg 20 (Lage) | O   | Etagenhaus                                                                 | | 1889, ab (vermutl.)                                       | Biesterfeld, H. | 30307    | |
| 15474            | Beetsweg 21 (Lage) | O   | Etagenhaus                                                                 | | 1899                                                      | Kruse, C. | 30307    | |
| 30304            | Bernadottestraße 15, Fischers Allee 22, 24 (Lage) | E   |                                                                            | Bernadottestraße / Fischers Allee                                                                                      |                                                           | | 30304    | |
| 15468            | Bernadottestraße 15 (Lage) | O   | Wohnhaus                                                                   | | 1911/12                                                   | Otte, Gustav | 30304    | |
| 16088            | Bernadottestraße 18, 20 (Lage) | O   | Etagenhaus                                                                 | | 1893/94                                                   | Winkler, Albert | 30288    | |
| 30303            | Bernadottestraße 35, 37, 42, Hohenzollernring 22, 22a (Lage) | E   |                                                                            | Bernadottestraße / Hohenzollernring                                                                                    |                                                           | | 30303    | BW |
| 15467            | Bernadottestraße 35 (Lage) | O   | Einfamilienhaus                                                            | | 1923–1924                                                 | Klophaus & Schoch (Klophaus, Rudolf/Schoch, August) | 30303    | |
| 15282            | Bernadottestraße 37 (Lage) | O   | Einfamilienhaus                                                            | | 1923                                                      | Neugebauer, Fritz | 30303    | |
| 15804 (151)      | Betty-Levi-Passage o.Nr. (Lage) | O   | Denkmal                                                                    | Denkmal für Conrad von Blücher-Altona                                                                                  | 1852; 1905                                                | Schiller, Franz |          | |
| 30314            | Boninstraße 4, 6, Holländische Reihe 52, Prahlstraße 1, 3, 5, 7, 9 (Lage) | E   |                                                                            | Boninstraße / Holländische Reihe / Prahlstraße                                                                         |                                                           | | 30314    | BW |
| 16047            | Boninstraße 4 (Lage) | O   | Etagenhaus                                                                 | | 1895                                                      | Hartick, Julius | 30314    | |
| 16046            | Boninstraße 6 (Lage) | O   | Etagenhaus                                                                 | | 1897                                                      | Folck, Hermann | 30314    | |
| 30360            | Braunschweiger Straße 5, 7, Winterstraße 9, 10, 11, 12, 13, 14, 15 (Lage) | E   |                                                                            | Braunschweiger Straße / Winterstraße                                                                                   |                                                           | | 30360    | |
| 16042            | Braunschweiger Straße 5 (Lage) | O   | Etagenhaus                                                                 | | 1888/89                                                   | Biesterfeld, H. | 30360    | BW |
| 16041 (693)      | Braunschweiger Straße 6 (Lage) | O   | Schule                                                                     | Ehemaliger Sitz der Uhrmacherfachschule                                                                                | 1930/31                                                   | Oelsner, Gustav/Braun |          | weitere Bilder |
| 28122 (1821)     | Braunschweiger Straße 7 (Lage) | O   | Etagenhaus                                                                 | | 1901                                                      | Neugebauer, Fritz | 30360    | |
| 15376 (704)      | Donnerstraße 18 (Lage) | O   | Fabrikanlage                                                               | Netzler Düten- und Couvert-Fabrik                                                                                      | 1884 (bzw. 1910)                                          | |          | |
| 30324            | Donnerstraße 22, Fischers Allee 42, 44, 46, 48, 50, 52, 54, 56, 58, Keplerstraße 29, 31, 33, 35, 37 (Lage) | E   |                                                                            | Donnerstraße / Fischers Allee / Keplerstraße                                                                           |                                                           | | 30324    | BW |
| 16050            | Donnerstraße 22 (Lage) | O   | Etagenhaus                                                                 | | 1894                                                      | | 30324    | |
| 29231 (1101)     | Elbchaussee 2, 4, Klopstockplatz 1 (Lage) | O   | Wohn- und Geschäftshaus                                                    | | 1868, um (vermutl.)                                       | |          | |
| 30285            | Elbchaussee 5, 7, 9, 11, Rainvilleterrasse 1, 3 (Lage) | E   |                                                                            | Elbchaussee / Rainvilleterrasse                                                                                        |                                                           | | 30285    | BW |
| 15390 (1201)     | Elbchaussee 5 (Lage) | O   | Etagenhaus                                                                 | | 1891                                                      | Kutzschbach, R. | 30285    | |
| 15382            | Elbchaussee 6, 8 (Lage) | O   | Wohn- und Geschäftshaus                                                    | | 1860                                                      | |          | |
| 15389 (1201)     | Elbchaussee 7 (Lage) | O   | Etagenhaus                                                                 | | 1888                                                      | Schaar, Adolf | 30285    | |
| 15388 (1201)     | Elbchaussee 9 (Lage) | O   | Etagenhaus                                                                 | | 1877                                                      | Rauch, T. | 30285    | |
| 29230            | Elbchaussee 10, 12, 14, Kirchentwiete 3 (Lage) | O   | Etagenhaus                                                                 | | 1909                                                      | Hellige, C. |          | |
| 15387 (1201)     | Elbchaussee 11 (Lage) | O   | Etagenhaus                                                                 | | 1877                                                      | Rauch, T. | 30285    | |
| 30351            | Elbchaussee 15, 17, 19 (Lage) | E   |                                                                            | Elbchaussee 15-19 |                                                           | | 30351    | |
| 15832            | Elbchaussee 15 (Lage) | O   | Etagenhaus                                                                 | | 1891, ca.                                                 | Mohr, J./Abraham, F. | 30351    | |
| 15393            | Elbchaussee 16 (Lage) | O   | Etagenhaus                                                                 | | 1876                                                      | Petersen, Albert (vermutl.) |          | |
| 15831            | Elbchaussee 17 (Lage) | O   | Etagenhaus                                                                 | | 1891                                                      | Mohr, J./Abraham, F. | 30351    | |
| 15386 (797)      | Elbchaussee 18 (Lage) | O   | Etagenhaus                                                                 | | 1895, um                                                  | Otte, Gustav |          | |
| 15830            | Elbchaussee 19 (Lage) | O   | Etagenhaus                                                                 | | 1891, ca.                                                 | Mohr, J./Abraham, F. | 30351    | |
| 30278            | Elbchaussee 20, 22, 24, 26 (Lage) | E   |                                                                            | Elbchaussee 20-26 |                                                           | | 30278    | |
| 15375            | Elbchaussee 20 (Lage) | O   | Villa, Reihenvilla; Einfriedung                                            | | 1901                                                      | Otte, Gustav | 30278    | |
| 15829            | Elbchaussee 21 (Lage) | O   | Etagenhaus                                                                 | | 1889, vor                                                 | |          | |
| 15400            | Elbchaussee 22 (Lage) | O   | Villa, Reihenvilla; Einfriedung; Tor                                       | | 1901                                                      | Otte, Gustav | 30278    | |
| 15399 (1683)     | Elbchaussee 24 (Lage) | O   | Villa, Reihenvilla; Einfriedung                                            | | 1902                                                      | Otte, Gustav | 30278    | |
| 15398 (1683)     | Elbchaussee 26 (Lage) | O   | Villa, Reihenvilla; Einfriedung                                            | | 1902                                                      | Otte, Gustav | 30278    | |
| 15374 (1196)     | Elbchaussee 28 (Lage) | O   | Einfamilienhaus                                                            | | 1905                                                      | Otte, Gustav |          | |
| 30348            | Elbchaussee 31, 31a, 43 (Lage) | E   |                                                                            | Heine-Park |                                                           | | 30348    | |
| 15790 (502)      | Elbchaussee 31 (Lage) | O   | Gartenhaus/Wohnhaus; Einfriedung                                           | Gartenhaus Heine | 1832                                                      | Nicht ermittelbar (J. Ramée ?) | 30348    | |
| 15828 (502)      | Elbchaussee 31a (Lage) | O   | Wohnhaus; Einfriedung                                                      | | 1832, um (1834, vor); 1903 (Umbau)                        | Nicht ermittelbar (J. Ramée ?) | 30348    | |
| 30283            | Elbchaussee 38, 40, 42, 44, 46, 50, 52, Rothestraße 1, 2, 3, 4 (Lage) | E   |                                                                            | Elbchaussee / Rothestraße                                                                                              |                                                           | | 30283    | |
| 15391            | Elbchaussee 38 (Lage) | O   | Reihenhaus                                                                 | | 19. Jh., Mitte                                            | | 30283    | |
| 15397 (1466)     | Elbchaussee 40 (Lage) | O   | Reihenhaus                                                                 | | 19. Jh., Mitte (1845, vermutl.)                           | | 30283    | |
| 15769 (1466)     | Elbchaussee 42 (Lage) | O   | Reihenhaus                                                                 | | 19. Jh., Mitte                                            | | 30283    | |
| 15827 (502)      | Elbchaussee 43 (Lage) | O   | Landhaus; Einfriedung                                                      | Plangesche Villa | 1913/14                                                   | Plange, Heinrich (Elberfeld) | 30348    | |
| 15396            | Elbchaussee 44 (Lage) | O   | Reihenhaus                                                                 | | 19. Jh., Mitte                                            | | 30283    | |
| 15395            | Elbchaussee 46, Rothestraße 1, 3 (Lage) | O   | Reihenhaus                                                                 | | 19. Jh., Mitte                                            | | 30283    | |
| 15394            | Elbchaussee 48 (Lage) | O   | Reihenhaus                                                                 | | 19. Jh., Mitte                                            | | 30283    | |
| 15384            | Elbchaussee 50 (Lage) | O   | Reihenhaus; Einfriedung                                                    | | 19. Jh., Mitte                                            | | 30283    | |
| 15814            | Elbchaussee 52 (Lage) | O   | Reihenhaus                                                                 | | 19. Jh., Mitte                                            | | 30283    | |
| 29366            | Elbchaussee 54 (Lage) | O   | Landhaus; Einfriedung                                                      | Gebäude mit Einfriedung                                                                                                | 1904                                                      | Schaar & Hintzpeter (Schaar, Adolf/Hintzpeter, Cäsar L.) |          | |
| 29371 (1153)     | Elbchaussee 56 (Lage) | O   | Villa; Einfriedung; Tor                                                    | Gebäude mit Einfriedung und Tor                                                                                        | 1903                                                      | Schaar & Hintzpeter (Schaar, Adolf/Hintzpeter, Cäsar L.) |          | |
| 29372 (1808)     | Elbchaussee 58 (Lage) | O   | Landhaus; Einfriedung; Tor                                                 | Gebäude mit Einfriedung und Tor                                                                                        | 1903                                                      | Kallmorgen, Josef |          | |
| 15277 (853)      | Elbchaussee 79 (Lage) | O   | Pförtnerhaus/Gärtnerhaus                                                   | | 1850/70                                                   | |          | |
| 15392            | Elbchaussee 84 (Lage) | O   | Villa                                                                      | | 1902                                                      | Schaar & Hintzpeter (Schaar, Adolf/Hintzpeter, Cäsar L.) |          | |
| 28134            | Elbchaussee 85 (Lage) | O   | Villa                                                                      | | 1922                                                      | Timm, Eugen |          | |
| 48254            | Elbchaussee 96 (Lage) | O   | Einfamilienhaus                                                            | | 1996                                                      | Stoeter, Heinrich |          | |
| 29365            | Elbchaussee 126 (Lage) | O   | Mehrfamilienhaus; Einfriedung (Mauer)                                      | Gebäude mit Mauern zur Straße                                                                                          | 1928/29                                                   | Ostermeyer, Friedrich |          | |
| 29363 (604)      | Elbchaussee 129, 129a (Lage) | O   | Landhaus; Einfriedung                                                      | Gebäude mit Einfriedung                                                                                                | 1856/57                                                   | |          | |
| 29364            | Elbchaussee 133 (Lage) | O   | Wohnhaus; Einfriedung; Tor                                                 | Gebäude mit Einfriedung und Tor                                                                                        | 1890/91                                                   | Petersen & Ehrich (Petersen, Albert/Ehrich, Carl) |          | |
| 29373            | Elbchaussee 137 (Lage) | O   | Villa; Einfriedung                                                         | Gebäude mit Einfriedung                                                                                                | 1892, vor                                                 | |          | |
| 31029            | Elbchaussee o.Nr., o.Nr. (Lage) | E   |                                                                            | Ottensener Elbparks |                                                           | | 31029    | BW |
| 38908            | Elbchaussee o.Nr. (Lage) | O   | Park                                                                       | Rosengarten | 18. Jh., Ende; 1914;                                      | Tutenberg, Ferdinand | 31029    | |
| 38996            | Elbchaussee o.Nr. (Lage) | O   | Park                                                                       | Donners Park | 18. Jh., Ende; 1914                                       | Rameée, Joseph; Tutenberg, Ferdinand | 31029    | |
| 31252            | Elbtreppe 13, 13a, 15a, 15b (Lage) | E   |                                                                            | Sahlhaus |                                                           | | 31252    | |
| 29024 (1840)     | Elbtreppe 13, 13a (Lage) | O   | Etagenwohnhaus                                                             | Sahlhaus | 1888                                                      | | 31252    | |
| 29025 (1840)     | Elbtreppe 15a, 15b (Lage) | O   | Sahlhaus                                                                   | Sahlhaus | 1863–1872                                                 | | 31252    | |
| 15863            | Erzbergerstraße 2, 4 (Lage) | O   | Etagenhaus                                                                 | | 1891                                                      | Biesterfeld, H. | 30307    | |
| 15862            | Erzbergerstraße 6 (Lage) | O   | Etagenhaus                                                                 | | 1892                                                      | Budde, Carl H./Scharfenberg, J. | 30307    | |
| 15861            | Erzbergerstraße 8 (Lage) | O   | Etagenhaus                                                                 | | 1889                                                      | | 30307    | |
| 15860            | Erzbergerstraße 8a (Lage) | O   | Etagenhaus                                                                 | | 1897, vor (vermutl.)                                      | | 30307    | |
| 15859            | Erzbergerstraße 10 (Lage) | O   | Etagenhaus                                                                 | | 1893                                                      | Westphal, Julius (Architekt)/Schau & Stahl (Baugeschäft) | 30307    | |
| 17848            | Erzbergerstraße 12 (Lage) | O   | Etagenhaus                                                                 | | 1893                                                      | Westphal, Julius (Architekt)/Schau & Stahl (Baugeschäft) | 30307    | |
| 17847            | Erzbergerstraße 14 (Lage) | O   | Etagenhaus                                                                 | | 1893                                                      | Westphal, Julius (Architekt)/Schau & Stahl (Baugeschäft) | 30307    | |
| 30291            | Eulenstraße 47, 49, 51, 55, 57, 59, 59a, 61, 63, 75, Große Brunnenstraße 52, 54, 56, 58, 60, Keplerstraße 2, 4, 6, 8, 10, 10a, 12, 14, 16, 18, Rothestraße 39, 41, 43 (Lage) | E   |                                                                            | Eulenstraße / Rothestraße / Große Brunnenstraße / Keplerstraße                                                         |                                                           | | 30291    | BW |
| 15858            | Eulenstraße 47, 49 (Lage) | O   | Etagenhaus                                                                 | | 1891                                                      | Markmann, Gustav | 30291    | |
| 15890            | Eulenstraße 51 (Lage) | O   | Etagenhaus                                                                 | | 1891                                                      | Markmann, Gustav | 30291    | |
| 15892            | Eulenstraße 55 (Lage) | O   | Etagenhaus                                                                 | | 1891                                                      | Markmann, Gustav | 30291    | |
| 15869            | Eulenstraße 57, 59 (Lage) | O   | Etagenhaus                                                                 | | 1891 (vermutl.)                                           | | 30291    | |
| 17457 (1609)     | Eulenstraße 59a (Lage) | O   | Fabrikanlage (Fabrik- und Werkhallenkomplex)                               | | 1925/26                                                   | John, Heinrich | 30291    | |
| 15901            | Eulenstraße 61 (Lage) | O   | Etagenhaus                                                                 | | 1891                                                      | Markmann, Gustav | 30291    | |
| 15538            | Eulenstraße 63 (Lage) | O   | Etagenhaus                                                                 | | 1891                                                      | Markmann, Gustav | 30291    | |
| 15426            | Eulenstraße 75, Große Brunnenstraße 60 (Lage) | O   | Etagenhaus                                                                 | | 1885 (vermutl.)                                           | Peters, Johann Heinrich | 30291    | |
| 30292            | Eulenstraße 77, 79, 81, 83, 85, 87, 89, 91, 93, 95, Große Brunnenstraße 43, 47, Keplerstraße 20, 22, 24, 26, 28, 30, 32, 34, 36 (Lage) | E   |                                                                            | Eulenstraße / Große Brunnenstraße / Keplerstraße                                                                       |                                                           | | 30292    | BW |
| 15744            | Eulenstraße 77, 79 (Lage) | O   | Etagenhaus                                                                 | | 1893                                                      | Reimers, Heinrich Julius | 30292    | BW |
| 15897            | Eulenstraße 81 (Lage) | O   | Etagenhaus                                                                 | | 1896                                                      | Hartick, Julius | 30292    | |
| 16375            | Eulenstraße 83 (Lage) | O   | Etagenhaus                                                                 | | 1896                                                      | Hartick, Julius | 30292    | |
| 16374            | Eulenstraße 85 (Lage) | O   | Etagenhaus                                                                 | Germania-Haus (ehem. Ottenser Postamt)                                                                                 | 1896                                                      | Hartick, Julius | 30292    | |
| 15896            | Eulenstraße 87 (Lage) | O   | Etagenhaus                                                                 | | 1897                                                      | Folck, Hermann | 30292    | BW |
| 15895            | Eulenstraße 89 (Lage) | O   | Etagenhaus                                                                 | | 1897                                                      | Folck, Hermann | 30292    | |
| 15894            | Eulenstraße 91, 93 (Lage) | O   | Etagenhaus                                                                 | | 1898                                                      | Folck, Hermann | 30292    | BW |
| 15893            | Eulenstraße 95 (Lage) | O   | Etagenhaus                                                                 | | 1893/94                                                   | Hartick, Julius | 30292    | |
| 17861            | Fischers Allee 18 (Lage) | O   | Wohnhaus                                                                   | Wohnhaus Schoch | 1925                                                      | Klophaus & Schoch (Klophaus, Rudolf/Schoch, August) |          | |
| 15997            | Fischers Allee 22, 24 (Lage) | O   | Wohnhaus                                                                   | | 1911/12                                                   | Otte, Gustav | 30304    | |
| 15996            | Fischers Allee 36, 38 (Lage) | O   | Etagenhaus                                                                 | | 1893                                                      | Reimers, Heinrich, Julius | 30288    | |
| 15995            | Fischers Allee 42 (Lage) | O   | Etagenhaus                                                                 | | 1896/97                                                   | Schultz, Johann Theodor | 30324    | |
| 15994            | Fischers Allee 44 (Lage) | O   | Etagenhaus                                                                 | | 1898                                                      | Schultz, Johann Theodor | 30324    | |
| 15993            | Fischers Allee 46 (Lage) | O   | Etagenhaus                                                                 | | 1898                                                      | Schultz, Johann Theodor | 30324    | |
| 15992            | Fischers Allee 48 (Lage) | O   | Etagenhaus                                                                 | | 1898                                                      | Winkler, Albert/Raabe, Ludwig | 30324    | |
| 15979            | Fischers Allee 50 (Lage) | O   | Etagenhaus                                                                 | | 1898, um (vermutl.)                                       | | 30324    | |
| 15990            | Fischers Allee 52 (Lage) | O   | Etagenhaus                                                                 | | 1895                                                      | Otte, Gustav | 30324    | |
| 16001            | Fischers Allee 54 (Lage) | O   | Etagenhaus                                                                 | | 1900                                                      | Folck, Hermann | 30324    | |
| 15988            | Fischers Allee 56, 58 (Lage) | O   | Etagenhaus                                                                 | | 1898                                                      | Otte, Gustav | 30324    | |
| 16007            | Große Brunnenstraße 21, 23 (Lage) | O   | Etagenhaus                                                                 | | 1870, um                                                  | | 30288    | BW |
| 16006            | Große Brunnenstraße 27, 29 (Lage) | O   | Sahlhaus                                                                   | | 1860, um                                                  | | 30288    | |
| 15952            | Große Brunnenstraße 32 (Lage) | O   | Etagenhaus                                                                 | | 1889                                                      | | 30288    | BW |
| 15950            | Große Brunnenstraße 36 (Lage) | O   | Etagenhaus                                                                 | | 1890/91                                                   | Winkler, Albert | 30288    | BW |
| 15949            | Große Brunnenstraße 38 (Lage) | O   | Etagenhaus                                                                 | | 1890/91                                                   | Winkler, Albert | 30288    | BW |
| 29079            | Große Brunnenstraße 40a, 40b (Lage) | O   | Wohnhaus                                                                   | | 1890/91                                                   | Winkler, Albert | 30288    | BW |
| 15948            | Große Brunnenstraße 42 (Lage) | O   | Etagenhaus                                                                 | | 1890/91                                                   | Winkler, Albert (vermutl.) | 30288    | |
| 16005            | Große Brunnenstraße 43 (Lage) | O   | Etagenhaus                                                                 | | 1876                                                      | nicht ermittelbar | 30292    | BW |
| 15947            | Große Brunnenstraße 44, 44a (Lage) | O   | Etagenhaus                                                                 | | 1888                                                      | nicht ermittelbar | 30288    | BW |
| 29080            | Große Brunnenstraße 46, 46a, 46b (Lage) | O   | Wohnhaus (Hinterhaus)                                                      | | 1889                                                      | Nicht ermittelbar | 30288    | BW |
| 29081            | Große Brunnenstraße 46c, 46d, 46e (Lage) | O   | Wohnhaus (Hinterhaus)                                                      | | 1889                                                      | Nicht ermittelbar | 30288    | BW |
| 16004            | Große Brunnenstraße 47 (Lage) | O   | Etagenhaus                                                                 | | 1885, um                                                  | nicht ermittelt | 30292    | |
| 30325            | Große Brunnenstraße 50, Keplerstraße 13, 15, 17, 17a, 17b, 17c, 19, 21 (Lage) | E   |                                                                            | Keplerstraße / Große Brunnenstraße                                                                                     |                                                           | | 30325    | BW |
| 15946            | Große Brunnenstraße 50 (Lage) | O   | Etagenhaus                                                                 | | 1899                                                      | Otte, Gustav | 30325    | |
| 15417            | Große Brunnenstraße 52, 54 (Lage) | O   | Etagenhaus                                                                 | | 1877/78                                                   | Nicht bekannt | 30291    | |
| 15428            | Große Brunnenstraße 56 (Lage) | O   | Etagenhaus                                                                 | | 1876/77                                                   | Nicht bekannt | 30291    | |
| 15955            | Große Brunnenstraße 58 (Lage) | O   | Etagenhaus                                                                 | | 1883/84                                                   | Nicht bekannt | 30291    | |
| 15274 (992)      | Große Elbstraße 277, 279 (Lage) | O   | Schuppen                                                                   | Kaischuppen F (später Kaischuppen D, Halle D)                                                                          | 1924                                                      | Meyer, Kurt/Oelsner, Gustav |          | |
| 15283            | Große Elbstraße 281 (Lage) | O   | Getreidespeicher (Silo); Verladebrücke (stationäre Anlage zur Wasserseite) | Getreidespeicher H. Paulsen KG (Speicher D)                                                                            | 1936                                                      | |          | |
| 15553            | Hohenzollernring 22 (Lage) | O   | Wohnhaus                                                                   | | 1923                                                      | Neugebauer, Fritz | 30303    | BW |
| 15586            | Hohenzollernring 22a (Lage) | O   | Wohnhaus                                                                   | | 1924                                                      | Wehowsky, Franz | 30303    | BW |
| 15786            | Holländische Reihe 2 (Lage) | O   | Etagenhaus                                                                 | | 1891                                                      | Schlichting, A. T. | 30328    | |
| 15785            | Holländische Reihe 4 (Lage) | O   | Etagenhaus                                                                 | | 1891                                                      | Schlichting, A. T. | 30328    | |
| 15642            | Holländische Reihe 6 (Lage) | O   | Etagenhaus                                                                 | | 1891                                                      | Schlichting, A. T. | 30328    | |
| 15641            | Holländische Reihe 8 (Lage) | O   | Etagenhaus                                                                 | | 1879/80                                                   | Loose/Sorgenfried, Franz J.F. | 30328    | |
| 16064            | Holländische Reihe 9 (Lage) | O   | Geschäftsgebäude/Lagergebäude                                              | | 1896, vor (vermutl.)                                      | |          | |
| 15640            | Holländische Reihe 10 (Lage) | O   | Etagenhaus                                                                 | | 1887                                                      | Buchwaldt, W. | 30328    | |
| 30330            | Holländische Reihe 33, 35, 37, 39, 41, 43, 45 (Lage) | E   |                                                                            | Holländische Reihe 33–45                                                                                               |                                                           | | 30330    | |
| 15646 (1817)     | Holländische Reihe 33 (Lage) | O   | Sahlhaus                                                                   | | 1860, um                                                  | | 30330    | |
| 17858 (1817)     | Holländische Reihe 35 (Lage) | O   | Sahlhaus                                                                   | | 1860, um                                                  | | 30330    | |
| 17857 (1817)     | Holländische Reihe 37 (Lage) | O   | Sahlhaus                                                                   | | 1860, um                                                  | | 30330    | |
| 15645            | Holländische Reihe 39, 41 (Lage) | O   | Sahlhaus                                                                   | | 1859–1861                                                 | | 30330    | |
| 17845            | Holländische Reihe 43 (Lage) | O   | Wohn- und Geschäftshaus                                                    | | 1990, um                                                  | | 30330    | |
| 15644            | Holländische Reihe 45 (Lage) | O   | Sahlhaus                                                                   | | 1859–1861                                                 | | 30330    | |
| 30329            | Holländische Reihe 49, 51a, 51b, 53 (Lage) | E   |                                                                            | Holländische Reihe 49–53                                                                                               |                                                           | | 30329    | |
| 15643            | Holländische Reihe 49 (Lage) | O   | Etagenhaus                                                                 | | 1890/91                                                   | Schaar & Hintzpeter (Schaar, Adolf/Hintzpeter, Cäsar L.) | 30329    | |
| 17820            | Holländische Reihe 51a (Lage) | O   | Etagenhaus                                                                 | | 1890/91                                                   | Schaar & Hintzpeter (Schaar, Adolf/Hintzpeter, Cäsar L.) | 30329    | |
| 17819            | Holländische Reihe 51b (Lage) | O   | Etagenhaus                                                                 | | 1890/91                                                   | Schaar & Hintzpeter (Schaar, Adolf/Hintzpeter, Cäsar L.) | 30329    | BW |
| 15639            | Holländische Reihe 52 (Lage) | O   | Etagenhaus                                                                 | | 1895                                                      | Folck, Hermann | 30314    | BW |
| 17818            | Holländische Reihe 53 (Lage) | O   | Etagenhaus                                                                 | | 1890/91                                                   | Schaar & Hintzpeter (Schaar, Adolf/Hintzpeter, Cäsar L.) | 30329    | |
| 15632            | Karl-Theodor-Straße 4, 6 (Lage) | O   | Gaststätte                                                                 | Weinlokal „Zur Traube“                                                                                                 | 1889; 1920er Jahre (Ausstattung Weinlokal)                | Loose, J. |          | |
| 15647            | Karl-Theodor-Straße 5 (Lage) | O   | Etagenhaus                                                                 | | 1889                                                      | Schlichting, F. Th. | 30328    | |
| 15781            | Keplerstraße 1 (Lage) | O   | Etagenhaus                                                                 | Arnoldburg | 1903, um                                                  | Neugebauer, Fritz (vermutl.) | 30290    | |
| 16110            | Keplerstraße 2, 4 (Lage) | O   | Etagenhaus                                                                 | | 1904                                                      | John, Heinrich | 30291    | BW |
| 15631            | Keplerstraße 3 (Lage) | O   | Etagenhaus                                                                 | | 1903                                                      | Neugebauer, Fritz (vermutl.) | 30290    | |
| 15630            | Keplerstraße 5 (Lage) | O   | Etagenhaus                                                                 | | 1903                                                      | Neugebauer, Fritz | 30290    | |
| 16109            | Keplerstraße 6 (Lage) | O   | Etagenhaus                                                                 | | 1904                                                      | Steen, Heinrich | 30291    | BW |
| 15629            | Keplerstraße 7 (Lage) | O   | Etagenhaus                                                                 | | 1904                                                      | Neugebauer, Fritz | 30290    | |
| 16108 (1609)     | Keplerstraße 8 (Lage) | O   | Etagenhaus                                                                 | | 1904                                                      | John, Heinrich | 30291    | BW |
| 15628            | Keplerstraße 9 (Lage) | O   | Etagenhaus                                                                 | | 1904                                                      | Neugebauer, Fritz | 30290    | |
| 16107            | Keplerstraße 10 (Lage) | O   | Etagenhaus                                                                 | | 1900, um                                                  | | 30291    | BW |
| 17458 (1609)     | Keplerstraße 10a (Lage) | O   | Fabrikanlage (Fabrik- und Werkhallenkomplex)                               | WILMA-Werk | 1925/26                                                   | John, Heinrich | 30291    | BW |
| 16106            | Keplerstraße 12 (Lage) | O   | Etagenhaus                                                                 | | 1905                                                      | John, Heinrich | 30291    | BW |
| 15627            | Keplerstraße 13 (Lage) | O   | Etagenhaus                                                                 | | 1900                                                      | Otte, Gustav | 30325    | |
| 16105            | Keplerstraße 14 (Lage) | O   | Etagenhaus                                                                 | | 1905                                                      | John, Heinrich | 30291    | BW |
| 15626            | Keplerstraße 15 (Lage) | O   | Etagenhaus                                                                 | | 1899                                                      | Otte, Gustav | 30325    | |
| 15421            | Keplerstraße 16 (Lage) | O   | Etagenhaus                                                                 | | 1904                                                      | John, Heinrich | 30291    | BW |
| 15625            | Keplerstraße 17 (Lage) | O   | Etagenhaus                                                                 | | 1898                                                      | Folck, Hermann | 30325    | |
| 29028            | Keplerstraße 17a (Lage) | O   | Etagenhaus                                                                 | | 1898                                                      | Folck, Hermann | 30325    | |
| 29029            | Keplerstraße 17b (Lage) | O   | Etagenhaus                                                                 | | 1898                                                      | Folck, Hermann | 30325    | |
| 29030            | Keplerstraße 17c (Lage) | O   | Etagenhaus                                                                 | | 1898                                                      | Folck, Hermann | 30325    | |
| 15420            | Keplerstraße 18 (Lage) | O   | Etagenhaus                                                                 | | 1904                                                      | Peters, Johann Heinrich | 30291    | BW |
| 15624            | Keplerstraße 19 (Lage) | O   | Etagenhaus                                                                 | | 1898                                                      | Peters, C. G./Karnatz, Adolf | 30325    | |
| 15419            | Keplerstraße 20 (Lage) | O   | Etagenhaus                                                                 | | 1898                                                      | Folck, Hermann | 30292    | BW |
| 15623            | Keplerstraße 21 (Lage) | O   | Etagenhaus                                                                 | | 1898                                                      | Folck, Hermann | 30325    | |
| 15418            | Keplerstraße 22 (Lage) | O   | Etagenhaus                                                                 | | 1899                                                      | Folck, Hermann | 30292    | BW |
| 15966            | Keplerstraße 24 (Lage) | O   | Etagenhaus                                                                 | | 1899                                                      | Folck, Hermann | 30292    | BW |
| 15968            | Keplerstraße 26, 28 (Lage) | O   | Etagenhaus                                                                 | | 1901                                                      | Otte, Gustav | 30292    | BW |
| 15622            | Keplerstraße 29 (Lage) | O   | Etagenhaus                                                                 | | 1907                                                      | Nissen, Friedrich | 30324    | |
| 15429            | Keplerstraße 30 (Lage) | O   | Etagenhaus                                                                 | | 1900                                                      | Folck, Hermann | 30292    | BW |
| 16098            | Keplerstraße 31 (Lage) | O   | Fabrikanlage                                                               | Paul Marcus und Frank, Holzverarbeitungs- und Parkettfabrik                                                            | 1902                                                      | John, Heinrich | 30324    | |
| 29034            | Keplerstraße 32 (Lage) | O   | Etagenhaus                                                                 | | 1900                                                      | Folck, Hermann | 30292    | BW |
| 16100 (1046)     | Keplerstraße 33 (Lage) | O   | Etagenhaus                                                                 | | 1905, um (vermutl.)                                       | | 30324    | |
| 15976            | Keplerstraße 34 (Lage) | O   | Etagenhaus                                                                 | | 1900                                                      | Folck, Hermann | 30292    | BW |
| 15635            | Keplerstraße 35 (Lage) | O   | Etagenhaus                                                                 | | 1902                                                      | Otte, Gustav | 30324    | BW |
| 15975            | Keplerstraße 36 (Lage) | O   | Etagenhaus                                                                 | | 1894                                                      | Hartick, Julius | 30292    | BW |
| 16111            | Keplerstraße 37 (Lage) | O   | Etagenhaus                                                                 | | 1898                                                      | Otte, Gustav | 30324    | |
| 15284            | Klausstraße 2 (Lage) | O   | Fabrikgebäude/Lagerhaus (nach Umnutzung)                                   | Zigarrenfabrik Jaminet & Meyer (ehem.)                                                                                 | 1868                                                      | | 30341    | BW |
| 15822 (1397)     | Klausstraße 44 (Lage) | O   | Wohnhaus                                                                   | | 1905, vor                                                 | | 30279    | BW |
| 30282            | Klopstockplatz o.Nr., Klopstockstraße o.Nr. | E   |                                                                            | Klopstockgräbergruppe Klopstockstraße/Klopstockplatz                                                                   |                                                           | | 30282    | |
| 30339            | Klopstockplatz o.Nr., Klopstockstraße o.Nr. (Lage) | E   |                                                                            | Friedhof der Christianskirche in Ottensen                                                                              |                                                           | | 30339    | BW |
| 17879 (150, 455) | Klopstockplatz o.Nr. (Lage) | O   | Gräber                                                                     | Friedhof der Christianskirche in Ottensen                                                                              | 1779 ff.                                                  | | 30282    | weitere Bilder |
| 17877 (150, 455) | Klopstockplatz o.Nr. (Lage) | O   | Friedhof (Grabmale; Kriegerdenkmal; Gedenkstein)                           | Friedhof der Christianskirche in Ottensen                                                                              | 1759, ab                                                  | | 30339    | weitere Bilder |
| 29245 (146)      | Klopstockplatz o.Nr., Klopstockstraße o.Nr. (Lage) | O   | Kirche                                                                     | Christianskirche | 1735/38 {1946/52 (Wiederaufbau)}                          | Müller, Otto Johann {Hopp, Bernhard/Jäger, Rudolf (Wiederaufbau)} |          | weitere Bilder |
| 15281            | Klopstockstraße 1 (Lage) | O   | Bürogebäude                                                                | | 1973–1976                                                 | Kallmorgen, Werner/Riecke, Karlheinz/Karres, Gustav (AG) |          | |
| 30357            | Klopstockstraße 2, 4, 6, 8 (Lage) | E   |                                                                            | Klopstockstraße 2-8 |                                                           | | 30357    | |
| 15978 (392)      | Klopstockstraße 2 (Lage) | O   | Wohnhaus                                                                   | | 1797                                                      | | 30357    | |
| 15965 (392)      | Klopstockstraße 4 (Lage) | O   | Wohnhaus                                                                   | | 1797                                                      | | 30357    | |
| 15971            | Klopstockstraße 5 (Lage) | O   | Wohnhaus                                                                   | | 1881/82                                                   | Haller, Martin |          | |
| 15964 (392)      | Klopstockstraße 6 (Lage) | O   | Wohnhaus                                                                   | | 1797                                                      | | 30357    | |
| 15963 (392)      | Klopstockstraße 8 (Lage) | O   | Wohnhaus                                                                   | | 1797                                                      | | 30357    | |
| 30280            | Klopstockstraße 11, 13, 15, 17, 19, 21, 23, 25, 27 (Lage) | E   |                                                                            | Klopstockstraße 11-27                                                                                                  |                                                           | | 30280    | |
| 15970 (1214)     | Klopstockstraße 11, 13 (Lage) | O   | Wohnhaus                                                                   | | 1854                                                      | | 30280    | |
| 15969 (1214)     | Klopstockstraße 15 (Lage) | O   | Wohnhaus                                                                   | | 1848                                                      | | 30280    | |
| 15956 (1214)     | Klopstockstraße 17, 19 (Lage) | O   | Wohnhaus                                                                   | | 1846                                                      | | 30280    | |
| 15380 (553)      | Klopstockstraße 21 (Lage) | O   | Wohnhaus                                                                   | | 1846                                                      | | 30280    | |
| 15967 (1214)     | Klopstockstraße 23, 25 (Lage) | O   | Wohnhaus                                                                   | | 1855                                                      | | 30280    | |
| 15379 (1214)     | Klopstockstraße 27 (Lage) | O   | Zollhaus                                                                   | | 1845                                                      | | 30280    | |
| 15383 (150, 455) | Klopstockstraße o.Nr. (Lage) | O   | Gräber                                                                     | Friedhof der Christianskirche in Ottensen                                                                              | 1779 ff.                                                  | | 30282    | weitere Bilder |
| 15191 (150, 455) | Klopstockstraße o.Nr. (Lage) | O   | Friedhof (Grabmale; Kriegerdenkmal; Gedenkstein)                           | Friedhof der Christianskirche in Ottensen (auch Ottenser Friedhof)                                                     | 1759, ab                                                  | | 30339    | weitere Bilder |
| 30337            | Klopstockterrasse 1, 2, 3, 4, Rainvilleterrasse 7, 9 (Lage) | E   |                                                                            | Klopstockterrasse / Rainvilleterrasse                                                                                  |                                                           | | 30337    | |
| 15768 (1189)     | Klopstockterrasse 1 (Lage) | O   | Wohnhaus                                                                   | | 1890                                                      | Kutzschbach, R. | 30337    | BW |
| 17817 (1189)     | Klopstockterrasse 2 (Lage) | O   | Wohnhaus                                                                   | | 1890                                                      | Kutzschbach, R. | 30337    | BW |
| 17816 (1189)     | Klopstockterrasse 3 (Lage) | O   | Wohnhaus                                                                   | | 1890                                                      | Kutzschbach, R. | 30337    | BW |
| 17815 (1189)     | Klopstockterrasse 4 (Lage) | O   | Wohnhaus                                                                   | | 1890                                                      | Kutzschbach, R. | 30337    | BW |
| 30356            | Lobuschstraße 2, 4, 6, 8, 10 (Lage) | E   |                                                                            | Lobuschstraße 2-10 |                                                           | | 30356    | BW |
| 15962            | Lobuschstraße 2, 4 (Lage) | O   | Etagenhaus                                                                 | | 1888, ca.                                                 | Sorgenfried, Franz J. F. | 30356    | |
| 15961 (1883)     | Lobuschstraße 6, 8 (Lage) | O   | Bankgebäude                                                                | Ottensener Bank | 1889                                                      | Liedtke, Johannes | 30356    | |
| 15960            | Lobuschstraße 10 (Lage) | O   | Etagenhaus                                                                 | | 1888, ca.                                                 | Sorgenfried, Franz J. F./Erlenberg | 30356    | |
| 15821 (1397)     | Lobuschstraße 18 (Lage) | O   | Wohnhaus                                                                   | | 1897                                                      | Biesterfeld, H. | 30279    | |
| 15820 (1397)     | Lobuschstraße 20 (Lage) | O   | Wohnhaus                                                                   | | 19. Jh., Ende                                             | Biesterfeld, H. | 30279    | |
| 15819 (1397)     | Lobuschstraße 22 (Lage) | O   | Wohnhaus                                                                   | | 19. Jh., Ende                                             | Biesterfeld, H. | 30279    | |
| 15818 (1397)     | Lobuschstraße 24 (Lage) | O   | Wohnhaus                                                                   | | 1887                                                      | | 30279    | |
| 15823 (1397)     | Lobuschstraße 39 (Lage) | O   | Wohnhaus                                                                   | | 1905, vor                                                 | | 30279    | |
| 15196            | Mottenburger Twiete 1 (Lage) | O   | Wohnhaus                                                                   | Kaufhaus Mottenburg | 1901                                                      | | 30341    | |
| 29232 (1737)     | Museumstraße 15, 17, 19, Ottenser Marktplatz 17 (Lage) | O   | Schulgebäude/Jugendheim/Theater                                            | Haus der Jugend / Berufliche Schule Energietechnik Altona (ehemals Staatliche Handelsschule Altona) / Altonaer Theater | 1927/28; 1930; 1950                                       | Oelsner, Gustav |          | weitere Bilder |
| 15412 (692)      | Museumstraße 21, 23 (Lage) | O   | Museum                                                                     | Altonaer Museum | 1899–1901; 1911–1914; 1950–1952; 1964–1967                | Reinhardt & Süßenguth; Raabe & Wöhlecke (Raabe, Ludwig/Wöhlecke, Otto) |          | |
| 30252            | Museumstraße in der Parkanlage, gegenüber dem Altonaer Museum, in der Parkanlage, östlich von Nr. 27/29, Platz der Republik 1, o.Nr., in der Parkanlage gegenüber dem Rathaus, vor dem Rathaus (Lage) | E   |                                                                            | Altonaer Rathaus / Platz der Republik                                                                                  |                                                           | | 30252    | |
| 29233 (824)      | Neumühlen 16, 18, 20 (Lage) | O   | Fabrikgebäude                                                              | Lawaetzhaus, Wollzeug-, Leinen- und Segeltuchfabrik                                                                    | 1802                                                      | |          | |
| 30287            | Neumühlen 28, 29, 33, 34, 35, 36, 39, 40, 41, 42, 43, 44, 45, 46, 47, 48, 49, 50, 51, 52, 53, zwischen Nr. 35 und 36, Övelgönne 1, 3, 4a, 4b, 4c, 4d, 4e, 5, 5a, 6, 8, 9, 10, 11, 13, 14, 16, 17, 18, 19, 20, 21, 22, 23, 24, 25, 26, 26 Hinterhaus (östlich Nr. 27a), 27, 27a, 28, 29, 30, 31, 32, 33, 34, 35, 36, 37, 37a, 38, 39, 40, 41, 42, 43, 44, 45, 46, 47, 48, 49, 50, 51, 52, 53, 54, 55, 56, 57, 58, 59, 60, 61, 62, 63, 64, 65, 66, 67, 68, 69, 70, 71, 72, 73, 74, 75, 76, 77, 80, 81, 82, 83, 84, 85, 86, 88, 89, 90, 90a, 90b, 90c, 91, 92, 92a, 92b, 92c, 92d, 93, 94, 94a, 94b, 94c, 94d, 95, 95a, 95b, 95c, 95d, 96, 97, 99, 100, 101, 102, 103, 104, 106, 107, 108, 109, 110, 111, Schulberg 1, 2 (Lage) | E   |                                                                            | Siedlung Neumühlen/Övelgönne                                                                                           |                                                           | | 30287    | |
| 15410            | Neumühlen 28 (Lage) | O   | Wohnhaus                                                                   | | 1856                                                      | | 30287    | |
| 15409 (1141)     | Neumühlen 29 (Lage) | O   | Bootshaus; Wohnhaus (Anbau)                                                | | 1800–1825, um (Gewerbebau); 1904 (Wohnhaus)               | | 30287    | |
| 15408 (1256)     | Neumühlen 33 (Lage) | O   | Wohnhaus                                                                   | | 1756                                                      | | 30287    | |
| 17854            | Neumühlen 34 (Lage) | O   | Reihenhaus                                                                 | | 1800, um                                                  | | 30287    | BW |
| 15407            | Neumühlen 35 (Lage) | O   | Reihenhaus                                                                 | | 1800, um                                                  | | 30287    | BW |
| 17853            | Neumühlen 36 (Lage) | O   | Reihenhaus                                                                 | | 1992                                                      | Gerkan, Marg & Partner (Gerkan, Meinhard von/Marg, Volkwin) | 30287    | BW |
| 15405            | Neumühlen 39 (Lage) | O   | Wohnhaus                                                                   | | 1895                                                      | | 30287    | BW |
| 15404            | Neumühlen 40 (Lage) | O   | Wohnhaus                                                                   | | 1900                                                      | Schaar & Hintzpeter (Schaar, Adolf/Hintzpeter, Cäsar L.) | 30287    | |
| 15403            | Neumühlen 41 (Lage) | O   | Etagenhaus                                                                 | | 1870, um; 1895 (Muschelnische, Verandavorbau)             | Ehrich, Carl (Vorbau) | 30287    | |
| 15402            | Neumühlen 42 (Lage) | O   | Wohnhaus                                                                   | | 1850, um                                                  | | 30287    | BW |
| 15549            | Neumühlen 43 (Lage) | O   | Wohnhaus                                                                   | | 1830, um                                                  | | 30287    | BW |
| 15772            | Neumühlen 44 (Lage) | O   | Wohnhaus                                                                   | | 1800, um (vermutl. 1801)                                  | | 30287    | BW |
| 17852            | Neumühlen 45 (Lage) | O   | Wohnhaus                                                                   | | 1800, um (vermutl. 1801)                                  | | 30287    | BW |
| 15193            | Neumühlen 46 (Lage) | O   | Reihenhaus                                                                 | | 1860, um (1869, vor)                                      | | 30287    | BW |
| 15276            | Neumühlen 47 (Lage) | O   | Reihenhaus                                                                 | | 1860, um (1869, vor)                                      | | 30287    | BW |
| 15275            | Neumühlen 48 (Lage) | O   | Reihenhaus                                                                 | | 1860, um (1869, vor)                                      | | 30287    | BW |
| 17851            | Neumühlen 49 (Lage) | O   | Wohnhaus                                                                   | | 19. Jh.                                                   | | 30287    | BW |
| 17850            | Neumühlen 50 (Lage) | O   | Wohnhaus                                                                   | | 19. Jh.                                                   | | 30287    | BW |
| 17849            | Neumühlen 51, 52, 53 (Lage) | O   | Reihenhaus (Dreifachhaus)                                                  | | 1861–1863                                                 | | 30287    | BW |
| 11771 (585)      | Neumühlen am Museumshafen Övelgönne östlich der Brücke zum Anleger (Lage) | O   | Kran                                                                       | Kran am Museumshafen Övelgönne (ehem. Rüschkanal)                                                                      | 1898; 1989 (Translozierung vom Rüschkanal nach Övelgönne) | Kampnagel |          | |
| 15406            | Neumühlen zwischen Nr. 35 und 36 (Lage) | O   | Reihenhaus                                                                 | | 1992                                                      | Gerkan, Marg & Partner (Gerkan, Meinhard von/Marg, Volkwin) | 30287    | BW |
| 16082            | Ottenser Marktplatz 9 (Lage) | O   | Etagenhaus                                                                 | | 1906 (Vorderhaus)                                         | Steinbach/Lüders | 30354    | |
| 16081            | Ottenser Marktplatz 11 (Lage) | O   | Etagenhaus                                                                 | | 1906                                                      | Sorgenfried, Franz J. F. | 30354    | |
| 16080            | Ottenser Marktplatz 13 (Lage) | O   | Etagenhaus                                                                 | | 1905                                                      | Sorgenfried, Franz J. F. | 30354    | |
| 16079            | Ottenser Marktplatz 15 (Lage) | O   | Etagenhaus                                                                 | | 1905                                                      | Sorgenfried, Franz J. F. | 30354    | |
| 17079            | Övelgönne 1 (Lage) | O   | Wohngebäude (mit Läden und Treppe)                                         | | 1976                                                      | Wellhausen, Michael | 30287    | BW |
| 16077            | Prahlstraße 1, 3 (Lage) | O   | Etagenhaus                                                                 | | 1895, um                                                  | | 30314    | |
| 16063            | Prahlstraße 5 (Lage) | O   | Etagenhaus                                                                 | | 1895, um                                                  | | 30314    | |
| 16076            | Prahlstraße 7 (Lage) | O   | Etagenhaus                                                                 | | 1895, um                                                  | | 30314    | |
| 15584            | Prahlstraße 9 (Lage) | O   | Etagenhaus                                                                 | | 1895, um                                                  | | 30314    | |
| 16074 (1201)     | Rainvilleterrasse 1 (Lage) | O   | Etagenhaus                                                                 | | 1889                                                      | Petersen & Ehrich (Petersen, Albert/Ehrich, Carl) | 30285    | |
| 16071 (1323)     | Rainvilleterrasse 2a (Lage) | O   | Etagenhaus                                                                 | | 1902                                                      | Lorenz, Franz |          | |
| 16073 (1201)     | Rainvilleterrasse 3 (Lage) | O   | Etagenhaus                                                                 | | 1890/91                                                   | Kutzschbach, R. | 30285    | |
| 30349            | Rainvilleterrasse 4, südlich Nr. 4 (Lage) | E   |                                                                            | Seefahrtsschule Rainvilleterrasse                                                                                      |                                                           | | 30349    | |
| 16070 (1629)     | Rainvilleterrasse 4 (Lage) | O   | Schulgebäude, Lehrgebäude; Platzanlage (Einfriedung); Freitreppe           | Seefahrtsschule | 1931–35; 2011–12                                          | Meyer, Hans (Siegerentwurf Wettbewerb)/Preußische Hochbauverwaltung (Ausführungsplanung, J. Genzmer); Gerkan, Marg & Partner (Gerkan, Meinhard von/Marg, Volkwin) (Umbau 2011/12) | 30349    | weitere Bilder |
| 15770 (1189)     | Rainvilleterrasse 7 (Lage) | O   | Etagenhaus                                                                 | | 1890                                                      | Kutzschbach, R. | 30337    | |
| 16072 (1189)     | Rainvilleterrasse 9 (Lage) | O   | Etagenhaus                                                                 | | 1880, nach                                                | | 30337    | |
| 15802 (1629)     | Rainvilleterrasse südlich Nr. 4 (Lage) | O   | Denkmal/Brunnen                                                            | Chemnitz-Bellmann-Brunnen                                                                                              | 1907                                                      | Hausmann, Hermann (Entwurf)/Otto Stichling (Ausführung) | 30349    | |
| 16069            | Rothestraße 1 (Lage) | O   | Etagenhaus (Anbau bzw. Erweiterung des Reihenhauses Elbchaussee 46)        | | 19. Jh., 2. Hälfte                                        | |          | |
| 16021            | Rothestraße 2 (Lage) | O   | Etagenhaus                                                                 | | 1877, vor (vermutl.)                                      | | 30283    | |
| 17856            | Rothestraße 4 (Lage) | O   | Etagenhaus                                                                 | | 1877, vor (vermutl.)                                      | | 30283    | |
| 16068            | Rothestraße 39 (Lage) | O   | Etagenhaus                                                                 | | 1904                                                      | John, Heinrich | 30291    | |
| 16067            | Rothestraße 41 (Lage) | O   | Etagenhaus                                                                 | | 1904                                                      | John, Heinrich | 30291    | BW |
| 16066            | Rothestraße 43 (Lage) | O   | Etagenhaus                                                                 | | 1891                                                      | Markmann, Gustav | 30291    | |
| 17459            | Spritzenplatz 5, 6 (Lage) | O   | Wohn- und Geschäftshaus                                                    | | 1897                                                      | |          | |
| 30364            | Susettestraße 5, 7 (Lage) | E   |                                                                            | Susettestraße 5-7 |                                                           | | 30364    | BW |
| 16018            | Susettestraße 5 (Lage) | O   | Wohnhaus                                                                   | | 1906, vor (vermutl.)                                      | | 30364    | |
| 16017            | Susettestraße 7 (Lage) | O   | Wohnhaus                                                                   | | 1877, vor (vermutl.); 1897 (Um-/Anbau)                    | | 30364    | |
| 14954            | Winterstraße 9, 11 (Lage) | O   | Fabrikgebäude; Wohnhaus                                                    | Dampf Chocoladen & Zuckerwaaren Fabrik, Julius Commentz                                                                | 1883 (Vorderhaus); 1908/09 (Hinterhaus)                   | Nicht ermittelt (Vorderhaus); Speckbötel, Theodor (Hinterhaus) | 30360    | |
| 14951            | Winterstraße 10 (Lage) | O   | Etagenhaus                                                                 | | 1888/89                                                   | Biesterfeld, H. | 30360    | |
| 15550            | Winterstraße 12, 14 (Lage) | O   | Etagenhaus                                                                 | | 1888/89                                                   | Biesterfeld, H. | 30360    | |
| 14953            | Winterstraße 13 (Lage) | O   | Etagenhaus                                                                 | | 19. Jh., 4. Viertel                                       | Buchwaldt, W. | 30360    | |
| 14938            | Winterstraße 15 (Lage) | O   | Etagenhaus                                                                 | | 19. Jh., 4. Viertel                                       | Buchwaldt, W. | 30360    | |